# Czesław Świałkowski

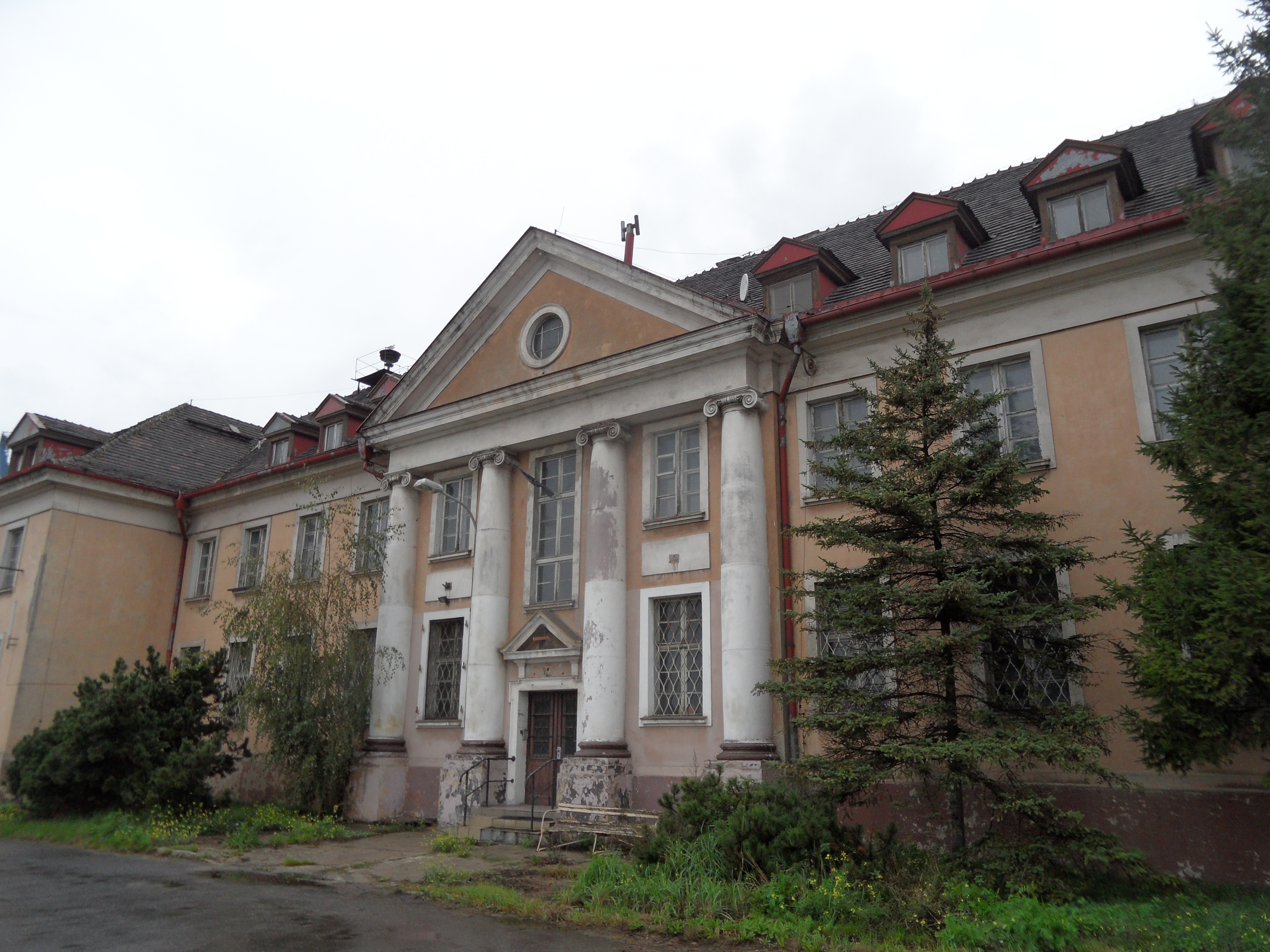
Portal Poczty Morskiej w Gdańsku

Czesław Świałkowski (ur. 16 czerwca 1883 w Gołańczy, zm. 25 września 1959 w Gdańsku) – polski architekt działający w Wolnym Mieście Gdańsku.

## Życiorys
W latach 20. był kierownikiem grupy w dyrekcji gdańskiej Kolei Państwowych.
2 maja 1923 został odznaczony Krzyżem Kawalerskim Orderu Odrodzenia Polski.
W drugiej połowie lat 30. prezes Gdańskiej Macierzy Szkolnej.

## Wybrane zrealizowane projekty w Gdańsku
- 1925 – Przebudowa budynku na potrzeby Polskiego Urzędu Pocztowego nr 1 oraz Dyrekcji Poczt i Telegrafów[5]
- 1927 – Budynek Urzędu Pocztowo-Telegraficznego Gdańsk 3, czyli tzw. Poczty Morskiej[6]
- Dworek przy ul. Roberta de Plélo (dawna Festungsstraße), w okresie międzywojennym siedziba polskich portowych przedsiębiorstw spedycyjnych i maklerskich, obsługujących budowany od 1927 Port Wisłoujście (obecnie Basen Górniczy), przeznaczony do obsługi węgla i rudy żelaza dla potrzeb Polski. W dworku obecnie mieści się biuro spółki Port Gdański Eksploatacja[6][7]
- 1928 – Adaptacja budynku dla przedszkola polskiego w Oliwie przy Ludolfiner Straße 12a/b (obecnie Czyżewskiego 12b)[8]
- 1932 – Kościół Chrystusa Króla w Gdańsku Chełmie.